# Hail Columbia
Hail Columbia est une marche musicale destinée à honorer le vice-président des États-Unis. Elle était, de 1789 à 1931, l'hymne officieux des États-Unis, avant que The Star-Spangled Banner soit désigné comme hymne officiel du pays.

## Histoire
La musique fut composée par Philip Phile en 1790 pour la première investiture de George Washington et intitulée The President's March. Elle devient la chanson Hail Columbia après un arrangement avec les paroles de Joseph Hopkinson en 1798. La chanson gagna en popularité pendant l'affaire XYZ et la quasi-guerre qui suivit avec la France. La chanson fut utilisée aux États-Unis comme hymne national de facto tout au long du XIXe siècle. Cependant, la chanson perdit en popularité après la Première Guerre mondiale et fut remplacée par The Star-Spangled Banner en 1931.
C'était l'hymne personnel du président, jusqu'à ce qu'il soit remplacé par la chanson Hail to the Chief, et c'est maintenant l'hymne personnel officiel du vice-président. La chanson est toujours précédée de quatre Ruffles and flourishes (en) lors de son inauguration.